# Megachile rangii
Megachile rangii är en biart som beskrevs av Cheesman 1936. Megachile rangii ingår i släktet tapetserarbin, och familjen buksamlarbin. Inga underarter finns listade i Catalogue of Life.